# Stane Stražar
Stane Stražar, slovenski elektrotehnik, kronist in društveni delavec, * 9. november 1929, Škocjan pri Dobu, Slovenija, † 1998.
Stane Stražar, po poklicu elektrotehnik, zaposlen v podjetju Elektro Ljubljana okolica, v obratu na Podrečju, se je sprva ljubiteljsko ukvarjal z gasilstvom, zanimalo ga je tudi raziskovanje podzemnega sveta, hkrati pa je v njem rasla želja po kulturnem ustvarjanju.

## Kultura
Je pobudnik in organizator dramske skupine Gasilskega društva na Studencu (ustanovljena leta 1949), zametka Kulturnega društva Miran Jarc Škocjan. V njegovi režiji je leta 1949 skupina mladih kar pod kozolcem na Studencu uprizorila igro 'V Ljubljano jo dajmo'. 

## Jamarstvo
Sredi decembra 1961 so ljubitelji jamarstva ustanovili Jamarsko društvo, ki so ga poimenovali po Simonu Robiču (1824–1897). Vsa leta je bil njegov predsednik. Najprej so za turistični ogled uredili Studenško jamo. Slovesno so jo odprli 16. septembra 1962. Ob tej priložnosti je igralska skupina GD Studenec uprizorila njegovo dramo 'Bratova kri'. V 37 letih njegovega vodenja je bilo raziskanih 120 jam, brezen in drugih kraških pojavov. Na njegovo pobudo so na Gorjuši za turiste uredili Železno jamo in tam sredi leta 1966 zgradili Jamarski dom, prvi v tedanji Jugoslaviji. V njem so uredili jamarski muzej z geološko, arheološko, jamarsko, Robičevo in slamnikarsko zbirko.

## Zgodovina krajev
Posvetil se je tudi krajevni zgodovini, predvsem raziskovanju življenja običajnih ljudi s širšega območja Domžal. Ko je začel po hišah zbirati podatke, so mu vaščani Škocjana predlagali, naj napiše kroniko za celotno župnijo Dob. Sledilo je zahtevno delo: zbiranje podatkov po vaseh, v arhivih, župnijskih kronikah, muzejih in knjižnicah. Leta 1970 je izšla knjiga Kronika Doba, posvečena 750-letnici kraja.
Stane je napisal štirinajst knjig, nekatere med njimi so obsegale skoraj tisoč strani. Leta 1974 je izšel Svet pod Taborom, 1979 Moravška dolina in Gledališče pod kozolcem, 1980 gasilska Na pomoč, 1985 Črni graben, 1988 Ob bregovih Bistrice, 1993 Mengeš in Trzin skozi čas, 1994 Oj, ta slamnik, 1995 Poslednji let in Ljudje ob Rači ter 1996 Župnija Dob skozi čas, ki je pravzaprav dopolnjena izdaja Kronike Doba. Ob vsem tem je bil nekaj let urednik občinskega glasila Slamnik, sodeloval je pri politični stranki in v Kulturnem društvu Miran Jarc ter vodil Jamarsko društvo. 'Domžale, mesto pod Goričico' je bilo zadnje, nedokončano delo. Gradivo, ki je bilo pripravljeno za knjigo je Kulturno društvo Miran Jarc izdalo s pomočjo sponzorjev.

## Dela
- Ob 80-letnici gasilskega društva Domžale (1960) (COBISS)
- Kronika Doba (1970) (COBISS)
- Svet pod Taborom: kronika Ihana (1974) (COBISS)
- Gledališče pod kozolcem; Bratova kri (1979) - dramsko besedilo (COBISS)
- Moravška dolina: življenje pod Limbarsko goro (1979) (COBISS)
- Na pomoč: razvoj gasilstva v občini Domžale (1980) - ob stoletnici Gasilskega društva Domžale (COBISS)
- Črni graben: od Prevoj do Trojan (1985) (COBISS)
- Ob bregovih Bistrice: od Rodice do Duplice in Radomlje z okolico (1988) (COBISS)
- Mengeš in Trzin skozi čas (1993) (COBISS)
- Oj, ta slamnik: občina Domžale na starih razglednicah (1994) (COBISS)
- Ljudje ob Rači: tri zgodbe (1995) - zbirka črtic (COBISS)
- Poslednji let (1995) (COBISS)
- Župnija Dob skozi stoletja (1997) (COBISS)
- Domžale, mesto pod Goričico (1999) (COBISS)